# Sheppardia gunningi
Sheppardia gunningi е вид птица от семейство Muscicapidae. Видът е почти застрашен от изчезване.

## Разпространение
Видът е разпространен в Кения, Малави, Мозамбик и Танзания.